# Gauliga Pommern 1938/39
Die Gauliga Pommern 1938/39 war die sechste Spielzeit der Gauliga Pommern des Deutschen Fußball-Bundes. Die Gauliga Pommern wurde in dieser Saison erneut in einer Gruppe mit zehn Mannschaften ausgespielt. Die Gaumeisterschaft sicherte sich zum vierten Mal der SV Viktoria Stolp und qualifizierte sich dadurch für die deutsche Fußballmeisterschaft 1938/39. Bei dieser wurden die Stolper Gruppenletzter der Untergruppe 2a hinter Fortuna Düsseldorf und der SpVgg Sülz 07. In dieser Saison gab es neben den beiden regulären Absteigern einen dritten Absteiger. Der LSV Pütnitz zog sich zur kommenden Saison kriegsbedingt freiwillig zurück und spielte in der zweitklassigen Bezirksliga.

## Kreuztabelle
| 1938/39                     | SV Viktoria Stolp | MTV Pommerensdorf | SV Germania Stolp | Stettiner SC | SV Nordring Stettin | Polizei SV Stettin |     | FC Pfeil Lauenburg | Greifswalder SC | SV Preußen-Borussia Stettin |
| --------------------------- | ----------------- | ----------------- | ----------------- | ------------ | ------------------- | ------------------ | --- | ------------------ | --------------- | --------------------------- |
| SV Viktoria Stolp           |                   | 5:0               | 0:1               | 2:2          | 3:0                 | 6:4                | 2:0 | 6:1                | 5:0             | 3:1                         |
| MTV Pommerensdorf           | 3:0               |                   | 2:1               | 1:3          | 3:0                 | 3:0                | 2:0 | 3:1                | 1:0             | 1:2                         |
| SV Germania Stolp           | 1:6               | 3:1               |                   | 2:2          | 1:1                 | 4:0                | 1:0 | 2:1                | 12:1            | 3:1                         |
| Stettiner SC                | 4:1               | 1:1 a             | 0:3               |              | 1:1                 | 4:3                | 1:1 | 7:2                | 6:1             | 0:3                         |
| SV Nordring Stettin         | 1:3               | 2:8               | 4:1               | 2:2          |                     | 0:0                | 2:3 | 1:3                | 2:2             | 6:1                         |
| Polizei SV Stettin          | 3:4               | 0:2               | 3:1               | 1:2          | 4:1                 |                    | 2:3 | 9:2                | 6:1             | 4:2                         |
| LSV Pütnitz                 | 3:5               | 2:3               | 0:1               | 0:3          | 1:4                 | 3:0                |     | 1:1                | 0:3             | 7:2 b                       |
| FC Pfeil Lauenburg          | 1:3               | 1:5               | 1:2               | 2:2          | 4:0                 | 0:0                | 4:2 |                    | 5:1             | 7:1                         |
| Greifswalder SC             | 1:1               | 1:1               | 1:3               | 4:4          | 1:2                 | 5:2                | 2:3 | 2:1                |                 | 4:1                         |
| SV Preußen-Borussia Stettin | 1:2               | 2:3               | 1:2               | 0:6          | 0:1                 | 0:1                | 2:3 | 5:2                | 5:4             |                             |

## Abschlusstabelle
| Pl. | Verein                      | Sp. | S  | U | N  | Tore    | Quote | Punkte |
| --- | --------------------------- | --- | -- | - | -- | ------- | ----- | ------ |
| 1.  | SV Viktoria Stolp           | 18  | 13 | 2 | 3  | 057:270 | 2,11  | 28:80  |
| 2.  | MTV Pommerensdorf           | 18  | 12 | 2 | 4  | 043:240 | 1,79  | 26:10  |
| 3.  | SV Germania Stolp           | 18  | 12 | 2 | 4  | 044:250 | 1,76  | 26:10  |
| 4.  | Stettiner SC (M)            | 18  | 8  | 8 | 2  | 050:300 | 1,67  | 24:12  |
| 5.  | SV Nordring Stettin (N)     | 18  | 5  | 5 | 8  | 030:410 | 0,73  | 15:21  |
| 6.  | Polizei SV Stettin          | 18  | 6  | 2 | 10 | 042:430 | 0,98  | 14:22  |
| 7.  | LSV Pütnitz (N)             | 18  | 6  | 2 | 10 | 032:400 | 0,80  | 14:22  |
| 8.  | FC Pfeil Lauenburg          | 18  | 5  | 3 | 10 | 039:520 | 0,75  | 13:23  |
| 9.  | Greifswalder SC             | 18  | 4  | 4 | 10 | 034:600 | 0,57  | 12:24  |
| 10. | SV Preußen-Borussia Stettin | 18  | 4  | 0 | 14 | 030:590 | 0,51  | 08:28  |

| (M) | Titelverteidiger                  |
| (N) | Aufsteiger aus den Bezirksklassen |

## Aufstiegsrunde
Qualifiziert für die Aufstiegsrunde waren die Meister der vier zweitklassigen Bezirksklassen Grenzmark, Mitte, Ost und West. Die vier Mannschaften traten im Rundenturnier mit Hin- und Rückspiel aufeinander, die beiden bestplatzierten Vereine sollten zur kommenden Spielzeiten in die Gauliga aufsteigen. Der HSV Köslin taucht jedoch in den Tabellen der kommenden Spielzeiten auch in den unterklassigen Ligen nicht mehr auf, so dass davon auszugehen ist, dass sich dieser Militärsportverein auf Grund des Zweiten Weltkrieges aufgelöst hatte.
| Pl. | Verein                                                                    | Sp. | S | U | N | Tore    | Quote | Punkte |
| --- | ------------------------------------------------------------------------- | --- | - | - | - | ------- | ----- | ------ |
| 1.  | TSV 1861 Swinemünde (Sieger Bezirksklasse Pommern Staffel West)           | 6   | 4 | 0 | 2 | 010:700 | 1,43  | 08:40  |
| 2.  | HSV Köslin (Sieger Bezirksklasse Pommern Staffel Ost)                     | 6   | 4 | 0 | 2 | 018:140 | 1,29  | 08:40  |
| 3.  | HSV Pionier Podejuch (Sieger Bezirksklasse Pommern Staffel Mitte)         | 6   | 2 | 2 | 2 | 012:140 | 0,86  | 06:60  |
| 4.  | FC Viktoria Schneidemühl (Sieger Bezirksklasse Pommern Staffel Grenzmark) | 6   | 0 | 2 | 4 | 004:900 | 0,44  | 02:10  |